# 弗朗西斯·麦康伯短促的幸福生活
《弗朗西斯·麦康伯短促的幸福生活》（英語：The Short Happy Life of Francis Macomber）是欧内斯特·海明威创作的短篇小说。故事以非洲为背景，首刊于1936年9月《时尚》杂志。该作品后被改编为佐尔坦·科达执导的电影《麦康伯事件》（1947）。

## 情节
小说采用第二人称受限全知视角叙事，穿插内心独白，主要通过两位男主角弗朗西斯·麦康伯和罗伯特·威尔逊的视角展开，偶尔也会呈现大型猎物的心理活动。
35岁的弗朗西斯·麦康伯与妻子玛格丽特远赴非洲狩猎。白人职业猎手兼向导罗伯特·威尔逊能用斯瓦希里语与当地土著担任的扛枪人和仆人交谈，有时也会私自鞭打他们（这种行为是违法的，但仆人们却为了报酬而不敢反抗）。此前弗朗西斯因受伤狮子的突袭而惊慌失措，玛格特嘲笑丈夫怯懦。威尔逊虽心里对麦康伯不屑，但表面上仍试图引导他成为合格的猎人。
弗朗西斯逃离受伤冲锋的狮子后，威尔逊追杀并击毙了它。当晚玛格丽特出轨威尔逊。尽管麦康伯痛恨威尔逊，却又离不开他。正如威尔逊所言，这是弗朗西斯成为真正男人的契机。
次日狩猎非洲水牛时，麦康伯与威尔逊合作击中三头，杀死两头，但第一头受伤的野牛逃入丛林。麦康伯突然开了窍一般，变得勇猛。但玛格丽特却感到闷闷不乐。公牛未死遁入草丛，威尔逊引着麦康伯进行追击，猎物扑了过来，麦康伯几次开枪击中它的犄角。威尔逊也瞄准野牛的肩膀中间开枪。玛格丽特从车中向野牛的方向开枪，击中麦康伯头部致其死亡。
威尔逊将这次事件申报为意外，但言语中却暗示玛格特因厌倦了婚姻而蓄意谋杀。

## 出版历史
《弗朗西斯·麦康伯短促的幸福生活》首刊于1936年9月《时尚》杂志，后收录于《第五纵队与首四十九个故事》（1938）。

## 主题
本作核心在于勇气与恐惧。评论家詹姆斯·梅洛称其为“海明威对恐惧的经典探索”。在海明威笔下，麦康伯的恐惧源于无知。
威尔逊带有传统的男性特质，而麦康伯则是怯懦的化身。当懦弱丈夫在野牛冲锋时找回勇气，他重塑了自我身份——既能直面猛兽，亦敢对峙妻子。可悲的是，这份觉醒只维持了几个小时。传记作家卡洛斯·贝克认为玛格丽特扼杀了丈夫刚获得的男子气概。
贝克指出威尔逊象征不被女性支配（因他拒绝玛格丽特的操控）的无畏者，正是麦康伯渴望成为的人。杰弗里·迈尔斯视玛格特为故事反派——“既是背叛者又是凶手的掠夺型女性”，将射击与性欲相联系。
麦康伯长期处于妻子操控之下。猎狮时的溃逃与目睹妻子出轨双重打击促使他在狩猎中蜕变。从饮用青柠汁到威士忌祝酒的转变，象征他从懦弱的“兔子”成长为真正的猎人。
动物意象承载象征：麦康伯喻为兔子，玛格丽特比作母狮。最终麦康伯的死亡姿势与其射杀的水牛相仿，威尔逊称赞这头“呱呱叫的野牛”暗示他终于赢得尊重。
玛格丽特因丈夫的极速转变而恐慌，但觉醒即陨落体现海明威的幸福观：即使短暂，亦足证人生价值。
玛格丽特射杀丈夫的动机存在多重解读：或为维持支配地位，或为意外误杀，亦或试图掌控却适得其反。这种暧昧性凸显海明威对生命无常的思考——最美好的时刻往往转瞬即逝。